# Csengerújfalu
Csengerújfalu község Szabolcs-Szatmár-Bereg vármegyében, a Csengeri járásban.

## Fekvése
A vármegye délkeleti részén fekszik, a Szatmári-síkságon. A környező települések közül Fehérgyarmat 27, Csengersima 13, Cégénydányád 19, Komlódtótfalu 9, Csenger pedig 6 kilométer távolságra található.

### Megközelítése
Csak közúton érhető el, Csenger felől vagy Ura központján keresztül, a 4924-es úton.

## Története
Csengerújfalu régi település, mely mindig Csengerhez tartozott és annak sorsában osztozott.
A 16. század közepéig a Csaholyiaké volt, s az ág kihaltával fiúsítás által a Brebiri Melith család tagjai kapták. A 17–18. században a Bagossy, a Vetéssy, és a Pongrácz családok voltak az urai. A 19. század elején gr. Teleki József, gr. Degenfeld Miksa, Jékey István, Osváth Gergely, Uray György, Isaák Gáspár, a Vályi, Ujhelyi, Szuhányi, Korda és Komoróczy családok birtoka. A 20. század elején herceg Odescalchi Gyuláné (szül. Degenfeld Schönborn Anna) és gróf Tisza István a legnagyobb birtokosai. 
1855-ben nagy árvíz sújtotta, ekkor csak néhány ház maradt épen, majd 1863-ban egy tűzvészben a község fele leégett. Az Ecsedi-láp lecsapolásáig nagy lápi határa volt.

## Közélete

### Polgármesterei
- 1990–1994: Király András (független)[3]
- 1994–1998: Király András (független)[4]
- 1998–2002: Csáki Sándorné (Fidesz–KDNP)[5]
- 2002–2006: Csáki Sándorné (független)[6]
- 2006–2010: Csáki Sándorné (független)[7]
- 2010–2014: Zsiga Mihály (Fidesz–KDNP)[8]
- 2014–2019: Zsiga Mihály (Fidesz–KDNP)[9]
- 2019–2024: Zsiga Mihály (független)[10]
- 2024– : Zsiga Mihály (független)[1]

## Népesség
Az 1800-as évek végén a falut többségében még románok lakták. Trianont követően a település elszigetelődött a korábbi szatmári és avassági román településektől, így megindult a helyi román lakosság gyors ütemű elmagyarosodása, amelyet csak fokozott a községi iskola egynyelvűsítése. Napjainkra már csak a görögkatolikus családok családneve emlékeztet a román eredetre.
A település népességének változása:
| Lakosok száma | 819  | 814  | 807  | 978  | 735  | 704  | 693  |
|               | 2013 | 2014 | 2015 | 2021 | 2022 | 2023 | 2024 |

2001-ben a település lakosságának 98%-a magyar, 2%-a cigány nemzetiségűnek vallotta magát.
A 2011-es népszámlálás során a lakosok 91,8%-a magyarnak, 8,7% cigánynak, 1,1% németnek, 0,5% románnak, 0,3% ukránnak mondta magát (8,2% nem nyilatkozott; a kettős identitások miatt a végösszeg nagyobb lehet 100%-nál). A vallási megoszlás a következő volt: római katolikus 7,9%, református 45,7%, görögkatolikus 33,9%, felekezeten kívüli 2,7% (9,6% nem válaszolt).
2022-ben a lakosság 91,4%-a vallotta magát magyarnak, 11,8% cigánynak, 1,6% románnak, 0,4% ukránnak, 0,3% németnek, 0,1-0,1% görögnek, szlovénnek és szerbnek, 0,5% egyéb, nem hazai nemzetiségűnek (8,3% nem nyilatkozott; a kettős identitások miatt a végösszeg nagyobb lehet 100%-nál). Vallásuk szerint 7,3% volt római katolikus, 38,1% református, 26,8% görög katolikus, 1% ortodox, 0,8% egyéb keresztény, 4,4% felekezeten kívüli (21,4% nem válaszolt).

## Nevezetességei
- Református temploma 1794-ben épült.
- Görögkatolikus temploma 1832-ben készült el.
- Csengerújfalu szülötte Uray József honvédszázados és Peres Sándor óvodapedagógus.